# Blanca Paloma
Blanca Paloma Ramos Baeza (født 9. juni 1989), også kendt under sit fornavn Blanca Paloma, er en spansk sangerinde, scenograf og kostumedesigner. Hun skal efter planen repræsentere Spanien i Eurovision Song Contest 2023 med sangen "Eaea".